# Passiflora cordistipula
Passiflora cordistipula là một loài thực vật có hoa trong họ Lạc tiên. Loài này được Cervi mô tả khoa học đầu tiên năm 2002.